# 1572 en musique classique
| \| • Retour à la chronologie générale de la musique classique • \| |
| Grèce • Rome • Haut Moyen Âge • VIIIe siècle • IXe siècle • Xe siècle • XIe siècle XIIe siècle • XIIIe siècle • XIVe siècle • XVe siècle • XVIe siècle • XVIIe siècle XVIIIe siècle • XIXe siècle • XXe siècle • XXIe siècle |
| • Retour à la chronologie générale de la musique classique • |

| Années en musique classique : 1569 - 1570 - 1571 - 1572 - 1573 - 1574 - 1575    |
| Décennies en musique classique : 1540 - 1550 - 1560 - 1570 - 1580 - 1590 - 1600 |

## Événements
- Publication à Venise du Premier livre de Motets de Tomás Luis de Victoria.

- Een duytsch musyck boeck, recueil de chansons polyphoniques néerlandaises, publié par Pierre Phalèse à Louvain et à Anvers.

## Naissances
- Thomas Tomkins, compositeur gallois († 9 juin 1656).

## Décès
- 23 février : Pierre Certon, compositeur français (° vers 1510-1515).
- entre le 27 et le 31 août: Claude Goudimel, compositeur français (né vers 1515-1525).
- 3 septembre : Girolamo Scotto, imprimeur italien, compositeur, homme d'affaires et libraire (° vers 1505).

Date indéterminée :
- Francisco Leontaritis, compositeur grec (° 1518).
- Robert Parsons, compositeur anglais (° 1535).
- Benedetto Tola, musicien et peintre italien (° 1525).